# پیجین نیجریه‌ای
پیجین نیجریه‌ای (Naija) که نایجا یا نایجه نیز نامیده می‌شود، یک زبان کریول مبتنی بر انگلیسی است که به عنوان یک زبان میانجی در سراسر نیجریه گفتگو می‌شود. می‌توان آن را به‌عنوان پیجین، کریول یا زبان عامیانه شناخت که ممکن است بسته به محیط اجتماعی بین این اشکال جابه‌جا شود. در دهه ۲۰۱۰، یک املای مشترک برای این زبان ایجاد شد که با ارائه یک سامانه نوشتاری هماهنگ به زبان، محبوبیت چشمگیری پیدا کرده‌است.
گونه‌هایی شبیه به این پیجین نیز در سراسر آفریقای غربی و مرکزی، در کشورهایی مانند بنین، غنا، و کامرون رایج است. این زبان گاهی اوقات به عنوان «پیجین» (Pijin) یا «بروکون» (Broken که Brokun تلفظ می‌شود؛ به معنای شکسته) نیز شناخته می‌شود.
به عنوان مثال، عبارت انگلیسی "how are you؟" در پیجین "how you dey؟" تلفظ می‌شود.

## وضعیت
پیجین نیجریه‌ای معمولاً در سراسر کشور استفاده می‌شود، اما وضعیت رسمی به آن داده نشده‌است. پیجین سد ارتباطی میان اقوام مختلف را می‌شکند و به‌طور گسترده در سراسر نیجریه گفتگو می‌شود.
در سال ۲۰۱۱، گوگل یک رابط جستجو به زبان انگلیسی پیجین راه اندازی کرد. در سال ۲۰۱۷، بی‌بی‌سی News Pidgin را برای ارائه خدمات به پیجین راه اندازی کرد.

## تغییرات
بیشتر ۲۵۰ گروه قومی در نیجریه می‌توانند به این زبان صحبت کنند، اگرچه بسیاری از سخنرانان از واژگان زبان مادری خود استفاده می‌کنند. به عنوان مثال، یوروباها هنگام صحبت با پیجین از کلمه ṣebi استفاده می‌کنند. اغلب در ابتدا یا انتهای یک جمله یا سؤال لحنی استفاده می‌شود: "You are coming, right؟" می‌شود "Ṣebi you dey come؟"
مثال دیگر ایگبوها و استفاده از واژه abi (هم‌ریشه با ṣebi و ba) است. آن‌ها همچنین برای نشان دادن صمیمیت واژه nna را اضافه می‌کند: مثلاً: «Man, that test was very hard." می‌شود «Nna mehn, that test hard no be small». یکی دیگر از واژه‌های ایگبو که در پیجین ارجحیت پیدا کرده‌است una است که معادل «شما» می‌شود. برای نمونه "Una dey mad" در این زبان به انگلیسی "Youpeople are crazy" ترجمه می‌شود. Unu همچنین راه خود را به پتوای جامائیکایی پیدا کرده‌است، با همان معنایی که در نیجریه به کار می‌رود. یکی دیگر از واژه‌های ایگبو که اغلب در پیجین نیجریه استفاده می‌شود biko است که از کلمه ایگبو به معنای "لطفاً آمده‌است؛ مثلاً جمله «Biko free me.» ترجمه به "Please leave me alone" می‌شود. هوسه‌ها اغلب ba را در پایان یک جمله یا سؤال آهنگین اضافه می‌کنند. به عنوان مثال، "you no wan come ba؟" که به "You don't want to come, right؟" ترجمه می‌شود.